# Fontaine-le-Dun
Fontaine-le-Dun là một xã thuộc tỉnh Seine-Maritime trong vùng Normandie miền bắc nước Pháp.

## Huy hiệu
| Arms of Fontaine-le-Dun | The arms of Fontaine-le-Dun are blazoned: Azure, a sword between 2 crescents argent above both a lance head Or, and on a chief gules, a cross argent. |

## Dân số
| Năm | 1962 | 1968 | 1975 | 1982 | 1990 | 1999 | 2006 |
| --- | ---- | ---- | ---- | ---- | ---- | ---- | ---- |
| Dân số | 527  | 607  | 641  | 796  | 962  | 978  | 998  |
| From the year 1962 on: No double counting—residents of multiple communes (e.g. students and military personnel) are counted only once. |      |      |      |      |      |      |      |

## Notable people
Pierre Giffard, journalist, was born here in 1853.